# Шестаков, Павел Сергеевич
Павел Сергеевич Шестаков (род. 30 ноября 1980 года в Красноярске, СССР) — бывший российский горнолыжник, мастер спорта международного класса, многократный чемпион России, многократный призёр зимних Универсиад.
Член олимпийской сборной команды России на зимних Олимпиадах в Солт-Лейк-Сити-2002 и Турине-2006. Лучший результат на Олимпиадах — 18-е место в комбинации в Солт-Лейк-Сити.
Первым тренером Павла стал его отец Сергей Николаевич Шестаков.

## Олимпиады

### Солт-Лейк-Сити-2002
- Скоростной спуск — 43-е место
- Комбинация — 18-е место
- Супер-гигант — 23-е место
- Гигантский слалом — 32-е место

### Турин-2006
- Скоростной спуск — 30-е место
- Комбинация — 24-е место
- Супер-гигант — 29-е место